# Славгород (Росія)
Сла́вгород (рос. Славгород) — місто, центр Славгородського округу Алтайського краю, Росія.
Розташований у західної частині Кулундинського степу. Розвинена харчова промисловість, є завод ковальсько-пресового устаткування, швейна та меблева фабрики.

## Історія
Славгород був заснований в 1910 році українцями, вихідцями з Катеринославської губернії, і названий на честь селища Славгород. Статус міста отримав у 1914 році. З 1917 до 1930 року Славгород — адміністративний центр однойменного повіту та округу, із січня 1945 року — місто крайового підпорядкування, адміністративний центр Славгородського району.
1914 року була побудована залізнична гілка від Татарська, що з'єднала Славгород із Транссибірською магістраллю.

## Населення
Населення — 32389 осіб (2010; 34335 у 2002).

## Уродженці
- Сухарєва Ольга Анатоліївна (нар. 1987) — російська актриса театру і кіно.